# Paul Harteck

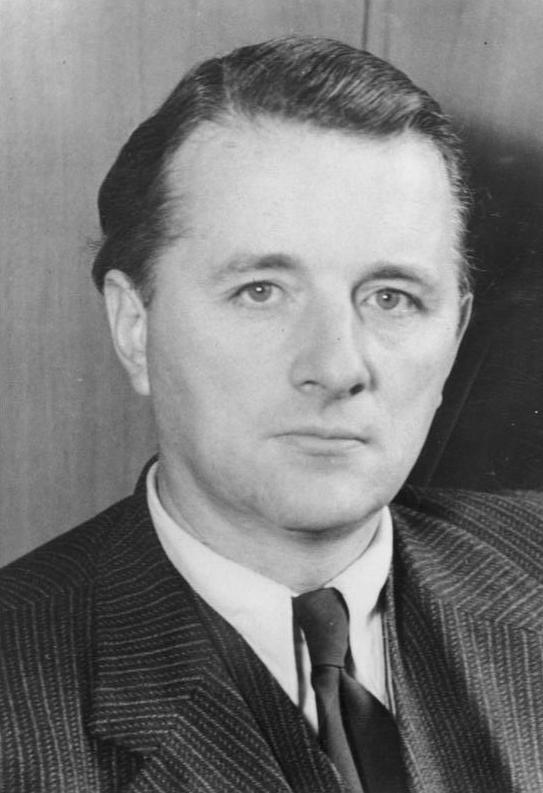
Paul Harteck als Rektor der Universität Hamburg (1948)

Paul Karl Josef Maria Harteck (* 20. Juli 1902 in Wien; † 22. Januar 1985 in Santa Barbara, Kalifornien) war ein österreichischer Physikochemiker.

## Leben
Harteck besuchte das Wiener Schottengymnasium und studierte anschließend in Wien und Berlin Chemie. Nach seiner Promotion 1926 bei Max Bodenstein über Photokinetik des Kohlenoxychlorides (Phosgen) arbeitete er bei Arnold Eucken in Breslau. Von 1928 bis 1933 war er Assistent bei Fritz Haber am Kaiser-Wilhelm-Institut für Physikalische Chemie in Berlin-Dahlem. Danach hielt er sich zu einem einjährigen Forschungsaufenthalt bei Ernest Rutherford in Cambridge auf.
1934 wurde er Direktor des Instituts für Physikalische Chemie an der Universität Hamburg.
Wegen seiner Teilnahme am deutschen Uranprojekt wurde er vom 3. Juli 1945 bis 3. Januar 1946 im Rahmen der Operation Epsilon im britischen Farm Hall interniert. Von 1948 bis 1950 war er Rektor der Universität Hamburg. 1951 emigrierte er in die USA, wo er am Rensselaer Polytechnic Institute in Troy/New York arbeitete.
1956 wurde er von der Max-Planck-Gesellschaft zum Auswärtigen Wissenschaftlichen Mitglied am Fritz-Haber-Institut berufen. 1937, 1952 und 1972 war er für den Chemienobelpreis nominiert.

## Entdeckungen
1929 entdeckte er zusammen mit Karl Friedrich Bonhoeffer die Wasserstoffmodifikationen Ortho- und Parawasserstoff. 1934 entdeckte er zusammen mit Rutherford und Mark Oliphant das Wasserstoffisotop Tritium. Im selben Aufsatz berichteten die drei über die erste gezielte Kernfusionsreaktion (Deuterium-Deuterium).

## Auszeichnungen
- 1978: Großes Goldenes Ehrenzeichen für Verdienste um die Republik Österreich[4]

## Filme
In dem Fernsehfilm Ende der Unschuld wird die Figur des Paul Harteck durch Hanns Zischler dargestellt.